# 鎮南駅
鎮南駅（チンナムえき）は、大韓民国慶尚北道聞慶市にある韓国鉄道公社の駅である。

## 利用可能な路線
- 韓国鉄道公社
  - 聞慶線（営業休止中）
  - 加恩線（廃止）

## 歴史
- 1969年2月21日 - 開業。
- 1995年4月1日 - 一般営業休止。
- 2004年3月31日 - 加恩線廃止。

## 隣の駅
韓国鉄道公社
聞慶線
舟坪駅 - 鎮南駅 - 聞慶駅
加恩線（廃止）
鎮南駅 - 九郎里駅